# 成都市域铁路S3线
成都市域铁路S3线，又称轨道交通资阳线，简称成资线或资阳线，是中国四川省运营的市域铁路项目，连接成都市成都天府国际机场区域与资阳市雁江区，于2020年11月27日开工。2024年9月29日开通运营。

## 线路概况
本线路起于成都市简阳市东部新区福田街道成都天府国际机场南侧的成都地铁18号线福田站，止于资阳市雁江区宝莲街道成渝客专资阳北站，沿途串联了天府国际机场、成都市东部新区、资阳市临空经济开发区、资阳市老城区、沱东新区、资阳北站等区域。线路全长约38.70km，其中高架线和地面线28.28km、地下线10.42km；设置车站7座（含预留1座），其中高架站3座、地下站4座；设置临空车辆段1座；设置南骏大道主变电所1座；设置临时控制中心1座，位于临空车辆段内；列车采用4A编组，最高运行速度160km/h。估算投资约149亿元。

## 历史

### 规划阶段
- 2015年
  - 9月21日，国家发展改革委批复《成渝地区城际铁路建设规划（2015～2020年）》，其配图中出现“新机场至资阳”的线路，类型为“辅助城际和市域线”。后来此规划成为资阳线获准建设的依据。[11][9]
- 2020年
  - 4月16日，成都市首场重大产业化项目集中签约活动上，成都轨道交通集团董事长胡庆汉宣布，成都2020年将开工95.8公里轨道交通项目，其中包含成都－资阳市域铁路S3线等4个项目。成都轨道交通集团有限公司已经向成都市发改委、资阳市发改委两部门提交了关于请求转报《轨道交通资阳线工程可行性研究报告》。根据报告，工程全长39.7公里，总投资149亿元，计划工期为2020年10月至2024年12月，共50个月。[12]
  - 4月26日，资阳市举办的《全面融入成渝地区双城经济圈建设 以成资同城化为引领推动新时代资阳高质量发展》主题展览中进一步公布了成资市域铁路S3线站点示意图。[12][13]
  - 4月30日，成都轨道交通集团发布成都轨道交通资阳线工程线路勘察设计招标公告。[14]
  - 5月15日，资阳线可行性报告通过省发展改革委组织召开的专家审查会。[15]
  - 6月，资阳线开始地勘；[16]修订版工程可行性报告上报省发改委待批复。[15]
  - 7月15日，成都成资轨道交通有限公司成立，注册地址成都高新区天府大道中段396号8层，由成都轨道交通集团100%控股。[2]
  - 7月27日，成都市政府与资阳市政府签署《关于轨道交通资阳线共建共管协议》。[15]
  - 7月28日，四川省发改委下达了《关于轨道交通资阳线工程可行性研究报告的批复》，正式批复同意建设轨道交通资阳线工程。[9]
  - 9月17日，成都轨道交通集团公布《轨道交通资阳线工程首次环境影响评价信息公开》[1]。
  - 10月15日，成都轨道交通集团公布《轨道交通资阳线工程环境影响评价征求意见稿公示》。[17][18]
  - 10月20日，资阳市生态环境局会同成都市生态环境局组织开展环评审批专家现场踏勘。[19]
  - 11月2日，资阳市生态环境局发布公告，受理轨道交通资阳线工程环境影响报告书。[20][21]

### 建设阶段
- 2020年
  - 10月28日，轨道交通资阳线施工总承包项目招标公告发布。[22]
  - 11月24日，轨道交通资阳线工程施工总承包项目评标结果公示发布。[23]
  - 11月27日，资阳线正式开工。[24][25]
- 2021年，全年完成福田站、吕家咀站、临空经济区站、娇子大道站和宝台大道站主体结构施工，半个双洞单线区间贯通。[26][27]
- 2022年
  - 7月26日，经过公示[28]，成都市民政局发布公告，将原工程名为“吕家咀”的车站命名为“芦葭”[29]，因车站位于简阳市芦葭镇境内。
  - 8月1日，随着资阳北站主体结构顺利封顶，资阳线全线8座车站全部封顶。[30]
- 2023年
  - 3月10日，资阳线高架段施工完成，实现全线“桥通”。[31]
  - 5月22日，资阳市交通运输局发布关于征求轨道交通资阳线（资阳境内）车站命名意见的公告，其中将原工程名为“临空经济区”的车站命名为“资阳临空”、原工程名为“娇子大道”的车站命名为“幸福大道”、原工程名为“宝台大道”的车站命名为“宝台”，其余车站名称保持不变。[32]
  - 5月31日，资阳线地下盾构施工全部完成，实现全线“洞通”。[33][34]
  - 10月23日，资阳市民政局发布公告，正式确定轨道交通资阳线（资阳境内）车站标准名称，方案与资阳市交通运输局发布的征求意见的公告一致。[35]
  - 10月31日，资阳线25米标准长钢轨铺设全部完成，实现全线“短轨通”。[36]
  - 11月21日，资阳市交通运输局召开《轨道交通资阳线（资阳境内）票制票价方案》听证会，会议讨论4种票价方案，并倾向于采取第一种方案[37][38]：

1. 与成都地铁同网计价，与成都地铁其他线路票价完全相同；
2. 与成都地铁分段计价，计费标准与成都地铁相同，以福田站为界，换乘成都地铁其他线路后重新计价，全程费用为两段费用叠加；
3. 按每公里运价率计价，资阳境内运价率考虑0.3元/km，起步价为2元，向上取整；
4. 按里程区间计价，3个分段里程区间：10km以内5元、10km至30km10元、30km以上15元。

- 12月12日，资阳市交通运输局发布《轨道交通资阳线（资阳境内）票制票价方案》（征求意见稿），内容为上述第一种方案。
- 12月19日，资阳线钢轨接头焊接全部完成，实现全线“长轨通”。
- 12月29日，资阳线35kV环网一次送电成功。

- 2024年
  - 3月15日，资阳线交流27.5kV刚性接触网一次性送电成功，实现全线“电通”。[42]
  - 3月17日，资阳线完成接触网热滑试验。[43]
  - 5月26日，资阳线开始空载试运行。[44]
  - 8月30日，资阳线通过初期运营前安全评估。[45]
  - 9月14日，资阳线在福田站举行试乘体验活动。[46]
  - 9月26日，成都轨道集团宣布资阳线将于9月29日上午10时开通。[47]

### 运营阶段
- 2024年
  - 9月29日上午10时，资阳线开通运营。

## 车站
| 成都市域铁路S3线（资阳线）车站列表 |          |                              |               |              |              |          |            |                    |               |
| 车站编号                           | 车站名称 | 英文名称                     | 开通日期      | 里程（公里） | 里程（公里） | 车站类型 | 车站类型   | 换乘线路           | 所在地        |
| 车站编号                           | 车站名称 | 英文名称                     | 开通日期      | 站间         | 累计         | 位置     | 站台       | 换乘线路           | 所在地        |
| S301                               | 福田     | Futian                       | 2024年9月29日 | -            | 0            | 高架     | 双岛式站台 | 18号线 1814 19号线 | 成都市 简阳市 |
| S302                               | 芦葭     |                              | 预留          | 5.817        | 5.817        | 高架     | 双岛式站台 |                    | 成都市 简阳市 |
| S303                               | 资阳临空 | Ziyang Airport Economic Zone | 2024年9月29日 | 16.959       | 22.776       | 高架     | 侧式站台   |                    | 资阳市 雁江区 |
| S304                               | 幸福大道 | Xingfu Avenue                | 2024年9月29日 | 6.957        | 29.733       | 地下     | 岛式站台   |                    | 资阳市 雁江区 |
| S305                               | 苌弘广场 | Changhong Square             | 2024年9月29日 | 3.768        | 33.501       | 地下     | 岛式站台   |                    | 资阳市 雁江区 |
| S306                               | 宝台     | Baotai                       | 2024年9月29日 | 2.570        | 36.071       | 地下     | 岛式站台   |                    | 资阳市 雁江区 |
| S307                               | 资阳北站 | Ziyang Bei Station           | 2024年9月29日 | 1.851        | 37.992       | 地下     | 侧式站台   | 资阳北站           | 资阳市 雁江区 |

## 车辆
S3线使用基于19号线二期车辆的4节编组市域A型地铁列车，全线配车11列，由中车成都制造。列车全长95.8米，宽3米，定员载客量1004人，最大载客量1416人。列车采用25kV架空接触网供电。列车最高时速160公里。列车配置车载信息安全防护系统，监测关键数据，提高列车信息安全防护能力；列车关键部位如转向架、蓄电池、受电弓等处安装在线监测设备，可实时掌握列车运行关键数据。采用根据载客量调节的通风机和压缩机双变频技术、“中顶孔板+侧顶隐藏式”空调送风结构，实现送风均匀舒适、风量充足；采用电制动到零技术，进一步提升列车停车舒适性和对标精准度。
S3线列车设计以“金乌呈祥、金柠满堂”为主题，融入成都古蜀文化中的太阳神鸟和资阳特产安岳柠檬。车辆外观设计抽象提取太阳神鸟元素，并与车头造型相融，金黄色条纹装饰象征柠檬；车辆内装设计通过现代图形设计手法，结合座椅设计，呈现柠檬图案，彰显资阳市“一城柠檬香”的独特城市风貌。
车内使用了横向、纵向交替布置的座椅。座椅采用软包材质、蓝色调，类似于19号线列车座椅。车内座椅靠背被特别加高以提高乘坐舒适度。在S3线列车内，横向座椅旁设置了小型扶手供站立乘客握持，类似于CRH6型动车组上的设计。每节车厢还增设了两个大件行李架。除了最早见于7号线列车的车门上方LCD动态地图显示屏和车厢端部LED走字屏，S3线列车车厢顶部还增设了可以自动调节亮度的纵向LCD动态信息显示屏，以期实现更好的信息展示效果。列车窗户配有窗帘，可在高架段遮阳。降噪方面，列车采取了“主动压紧锁闭、整体密封技术”的双扇客室塞拉门、敷设复合隔音地板、车体型腔填充碳纤维吸音棉等措施。

## 未来发展
S13线开通至天府机场3号4号航站楼后，S3线规划建设芦葭至天府机场3号4号航站楼联络线，使S3线可进入天府机场，甚至与S13线贯通运营。
简阳雷家镇、资阳纵四路（“科创大道站”）、资阳成资大道与纵二路交叉口（“青草湾站”）3处预留增设车站条件，其中青草湾站计划与成都外环铁路换乘。